# Айленд-Гарбор
Айленд-Гарбор — один із чотирнадцяти округів Ангільї. За переписом 2011 року населення становило 988 осіб .

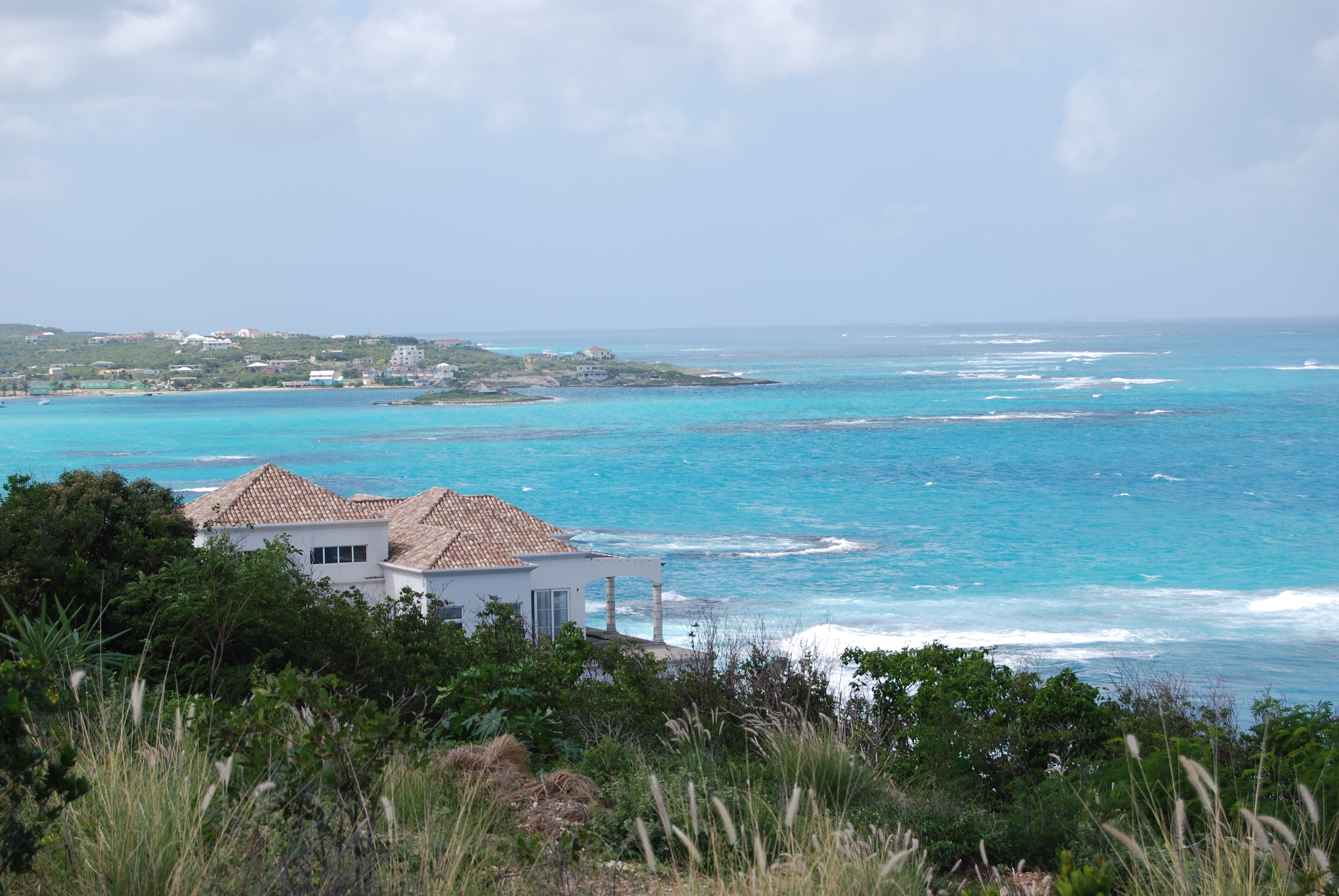
Айленд-Харбор - один з округів Ангільї

## Освіта
У місті є одна державна школа, початкова школа Вівіан Вантерпул. Албенська озеро-Ходжська загальноосвітня школа у Валлі обслуговує учнів середніх класів. 

## Демографія
| 1974 | 1984 | 1994 | 2001 | 2011 |
| ---- | ---- | ---- | ---- | ---- |
| 613  | 672  | 744  | 855  | 988  |

## Політика
Нинішній керівник — Отлін Вантерпул з Об'єднаного фронту Ангільї.